# Zöbern
Zöbern – gmina w Austrii, w kraju związkowym Dolna Austria, w powiecie Neunkirchen. Według Austriackiego Urzędu Statystycznego liczyła 1 401 mieszkańców (1 stycznia 2014).